# Caryl G. Marsh

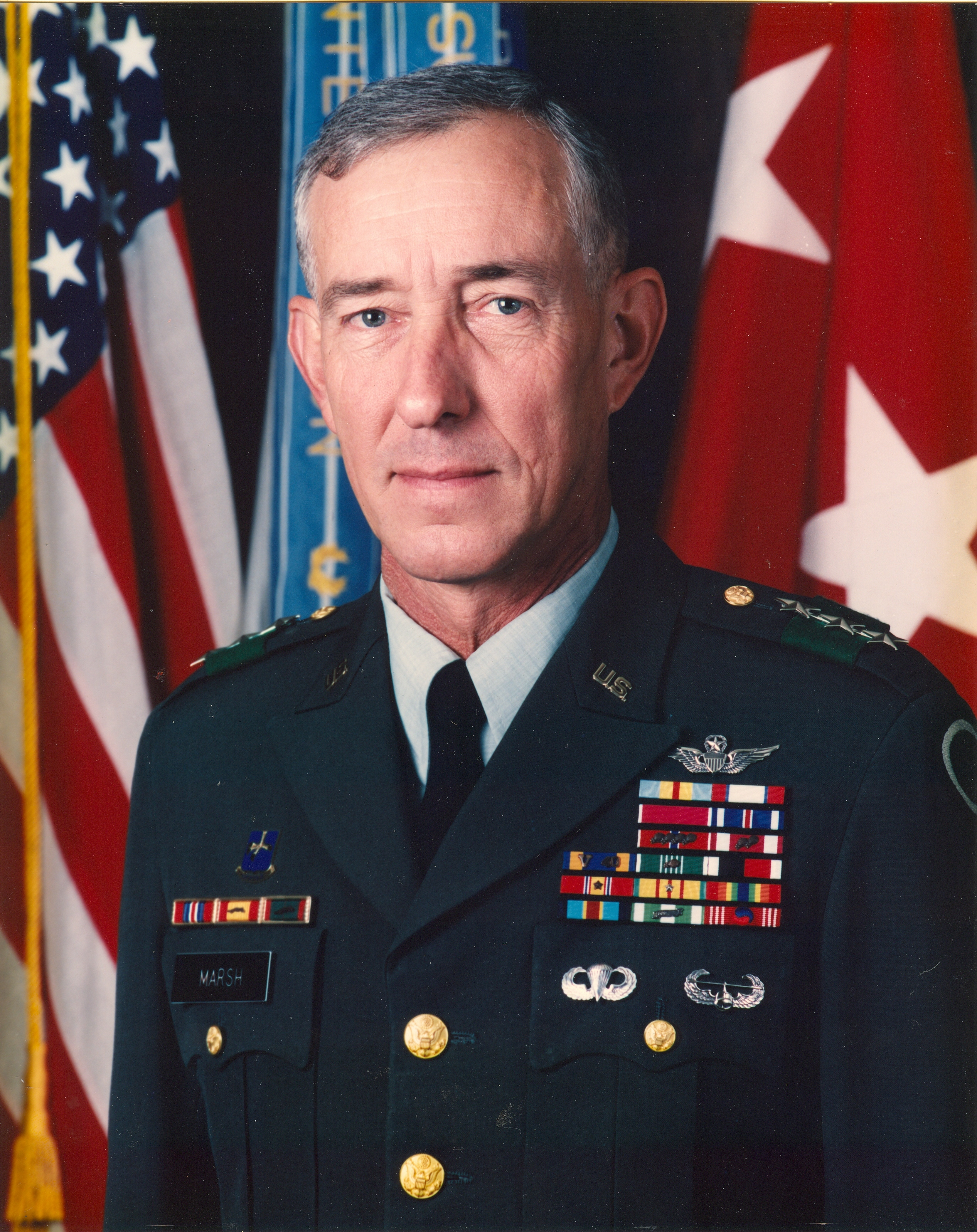
Caryl Glenn Marsh

Caryl Glenn Marsh (* 12. Oktober 1939 im  Bracken County, Kentucky; † 23. August 2013 in Cumming,  Forsyth County, Georgia) war ein Generalleutnant der United States Army. Er kommandierte unter anderem das I. Korps.
Caryl Marsh war der Sohn von Gilbert C. Marsh (1915–2005) und dessen Frau Edna Mattox (1915–2011). Er wuchs auf einer Farm auf und besuchte die öffentlichen Schulen seiner Heimat einschließlich der High School.
Über das ROTC-Programm der University of Kentucky gelangte er im Jahr 1962 in das Offizierskorps des US-Heeres, wo er der Infanterie zugeteilt wurde. In der Armee durchlief er anschließend alle Offiziersränge vom Leutnant bis zum Drei-Sterne-General.
Im Lauf seiner militärischen Karriere absolvierte Marsh verschiedene Kurse und Schulungen. Dazu gehörten unter anderem der Infantry Officer Advanced Course, das Air Command Staff College, das United States Army War College und der Air Assault Course.
In seinen jüngeren Jahren absolvierte er den für Offiziere in den niederen Rangstufen üblichen Dienst in verschiedenen Einheiten und Standorten. Zwischenzeitlich wurde er auch als Stabsoffizier eingesetzt. Marsh wurde innerhalb der Infanterie der Heeresfliegerei zugeordnet und nach Wertheim in Deutschland versetzt, wo er Hubschrauberpilot und Fallschirmspringer war. Im weiteren Verlauf der 1960er Jahre wurde er zwei Mal im Vietnamkrieg als Kompanieführer eingesetzt. Danach war er unter anderem Bataillonskommandeur in Fort Lewis. Im weiteren Verlauf seiner militärischen Karriere war Caryl Marsh Stabschef der Berlin Brigade, Brigadekommandeur in Fort Lewis und dann Stabschef beim I. Corps. Danach war er Stabsoffizier bei der 101. Luftlandedivision in Fort Campbell in Kentucky.
Zwischen November 1989 und Juni 1991 kommandierte Caryl Marsh die 2. Infanteriedivision in Südkorea. Danach wurde er Stabschef beim United States Army Forces Command in Fort McPherson in Georgia. Sein letztes Kommando hatte er zwischen dem 3. August 1994 und dem 6. Dezember 1996 als Oberbefehlshaber des I. Korps in Fort Lewis. Anschließend schied er aus dem aktiven Militärdienst aus.
Nach seiner Pensionierung arbeitete Caryl Marsh 13 Jahre lang für die Firma Cubic Applications als Vizepräsident und Leiter der Niederlassung in Columbus in Georgia. Privat liebte er Vogeljagden und alte Traktoren. Außerdem engagierte er sich in seiner katholischen Kirchengemeinde. Der seit 1961 mit Claire Boudrias verheiratete Offizier starb am 23. August 2013 in Cumming in Georgia, wo er seine letzten Lebensjahre verbracht hatte. Er wurde auf dem Georgia National Cemetery in Canton beigesetzt.

## Orden und Auszeichnungen
Caryl Marsh erhielt im Lauf seiner militärischen Laufbahn unter anderem folgende Auszeichnungen:
- Defense Distinguished Service Medal
- Army Distinguished Service Medal
- Legion of Merit
- Distinguished Flying Cross
- Bronze Star Medal
- Meritorious Service Medal
- Air Medal
- Army Commendation Medal
- Army of Occupation Medal
- National Defense Service Medal
- Army Service Ribbon
- Overseas Service Ribbon
- Vietnam Campaign Medal
- Valorous Unit Award,
- Gallantry Cross (Südvietnam)